# Буркина-Фасо на летних Олимпийских играх 2020
Буркина-Фасо на летних Олимпийских играх 2020 года были представлены 7 спортсменами в 5 видах спорта. В связи с пандемией COVID-19 Международный олимпийский комитет принял решение перенести Игры на 2021 год.
Токийская Олимпиада стала десятой в истории Буркина-Фасо и первой, в которой представители этой страны выиграли олимпийскую медаль. 5 августа прыгун тройным Юг Фабрис Занго завоевал бронзовую медаль.

## Медали
| Бронза |                 |                                  |           |
| №      | Спортсмен       | Вид спорта (дисциплина)          | Дата      |
| 1      | Юг Фабрис Занго | Лёгкая атлетика (тройной прыжок) | 5 августа |

## Результаты соревнований

### Велоспорт
Мужчины
| Спортсмен   | Дисциплина      | Время | Место |
| ----------- | --------------- | ----- | ----- |
| Поль Даумон | Групповая гонка | DNF   | DNF   |

### Дзюдо
Мужчины
| Спортсмен    | Весовая категория | 1/32 финала        | 1/16 финала            | 1/8 финала           | Четвертьфинал        | Полуфинал            | Утешительный         | Финал                | Финал                |
| Спортсмен    | Весовая категория | Соперник Результат | Соперник Результат     | Соперник Результат   | Соперник Результат   | Соперник Результат   | Соперник Результат   | Соперник Результат   | Место                |
| ------------ | ----------------- | ------------------ | ---------------------- | -------------------- | -------------------- | -------------------- | -------------------- | -------------------- | -------------------- |
| Лукас Диалло | до 73 кг          | —                  | Бесси Монако П 000–100 | Завершил выступления | Завершил выступления | Завершил выступления | Завершил выступления | Завершил выступления | Завершил выступления |

### Лёгкая атлетика
Мужчины
| Спортсмен       | Дисциплина     | Квалификация | Квалификация | Финал     | Финал |
| Спортсмен       | Дисциплина     | Результат    | Место        | Результат | Место |
| --------------- | -------------- | ------------ | ------------ | --------- | ----- |
| Юг Фабрис Занго | тройной прыжок | 16.83        | 12           | 17.47     | 3     |

Женщины
| Спортсменка | Вид       | Дисциплины | 100 м с/б | прыжок в высоту | толкание ядра | 200 м | прыжок в длину | метание копья | 800 м | Результат | Место |
| ----------- | --------- | ---------- | --------- | --------------- | ------------- | ----- | -------------- | ------------- | ----- | --------- | ----- |
| Марте Коала | семиборье | Результат  | 13.07     | 1.74            | 12.94         | DNS   | DNS            | DNS           | DNS   | DNF       | -     |
| Марте Коала | семиборье | Очки       | 1114      | 903             | 697           | -     | -              | -             | -     | DNF       | -     |

### Плавание
Мужчины
| Спортсмен     | Дистанция                | Предварительный раунд | Предварительный раунд | Полуфинал            | Полуфинал            | Финал                | Финал                |
| Спортсмен     | Дистанция                | Время                 | Место                 | Время                | Место                | Время                | Место                |
| ------------- | ------------------------ | --------------------- | --------------------- | -------------------- | -------------------- | -------------------- | -------------------- |
| Адама Уэдраго | 50 метров вольным стилем | 25.22                 | 54                    | Завершил выступления | Завершил выступления | Завершил выступления | Завершил выступления |

Женщины
| Спортсменка      | Дистанция                | Предварительный раунд | Предварительный раунд | Полуфинал             | Полуфинал             | Финал                 | Финал                 |
| Спортсменка      | Дистанция                | Время                 | Место                 | Время                 | Место                 | Время                 | Место                 |
| ---------------- | ------------------------ | --------------------- | --------------------- | --------------------- | --------------------- | --------------------- | --------------------- |
| Анжелика Уэдраго | 50 метров вольным стилем | 28.38                 | 58                    | Завершила выступления | Завершила выступления | Завершила выступления | Завершила выступления |

### Тхэквондо
Мужчины
| Спортсмен       | Весовая категория | 1/16 финала               | 1/8 финала           | Четвертьфинал        | Полуфинал            | Утешительный            | Финал                | Финал                |
| Спортсмен       | Весовая категория | Соперник Результат        | Соперник Результат   | Соперник Результат   | Соперник Результат   | Соперник Результат      | Соперник Результат   | Место                |
| --------------- | ----------------- | ------------------------- | -------------------- | -------------------- | -------------------- | ----------------------- | -------------------- | -------------------- |
| Файсал Саводого | до 80 кг          | Максим Храмцов ОКР П 6–13 | Завершил выступления | Завершил выступления | Завершил выступления | Канаэт Хорватия П 10–30 | Завершил выступления | Завершил выступления |